# NMBU
De Milieu- en Biowetenschappelijke Universiteit van Noorwegen, NMBU, gevestigd in Ås in Akershus, met de veterinaire afdeling (campus Adamstuen) tot 2019 in Oslo. NMBU is een van de acht Noorse universiteiten.
De NMBU is in 2014 ontstaan door een fusie van de Universitetet for miljø- og biovitenskap (UMB, tot 2005 de Noorse Landbouwhogeschool, NLH) en de veterinaire hogeschool (Norges veterinærhøgskole, NVH).